# Колба Вюрца

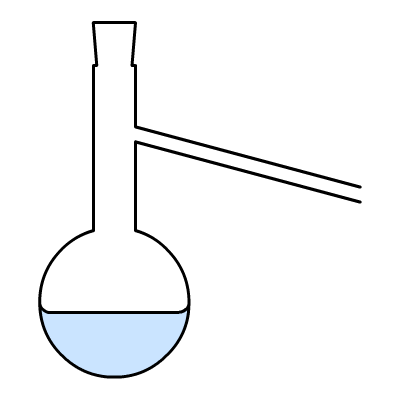
Колба Вюрца

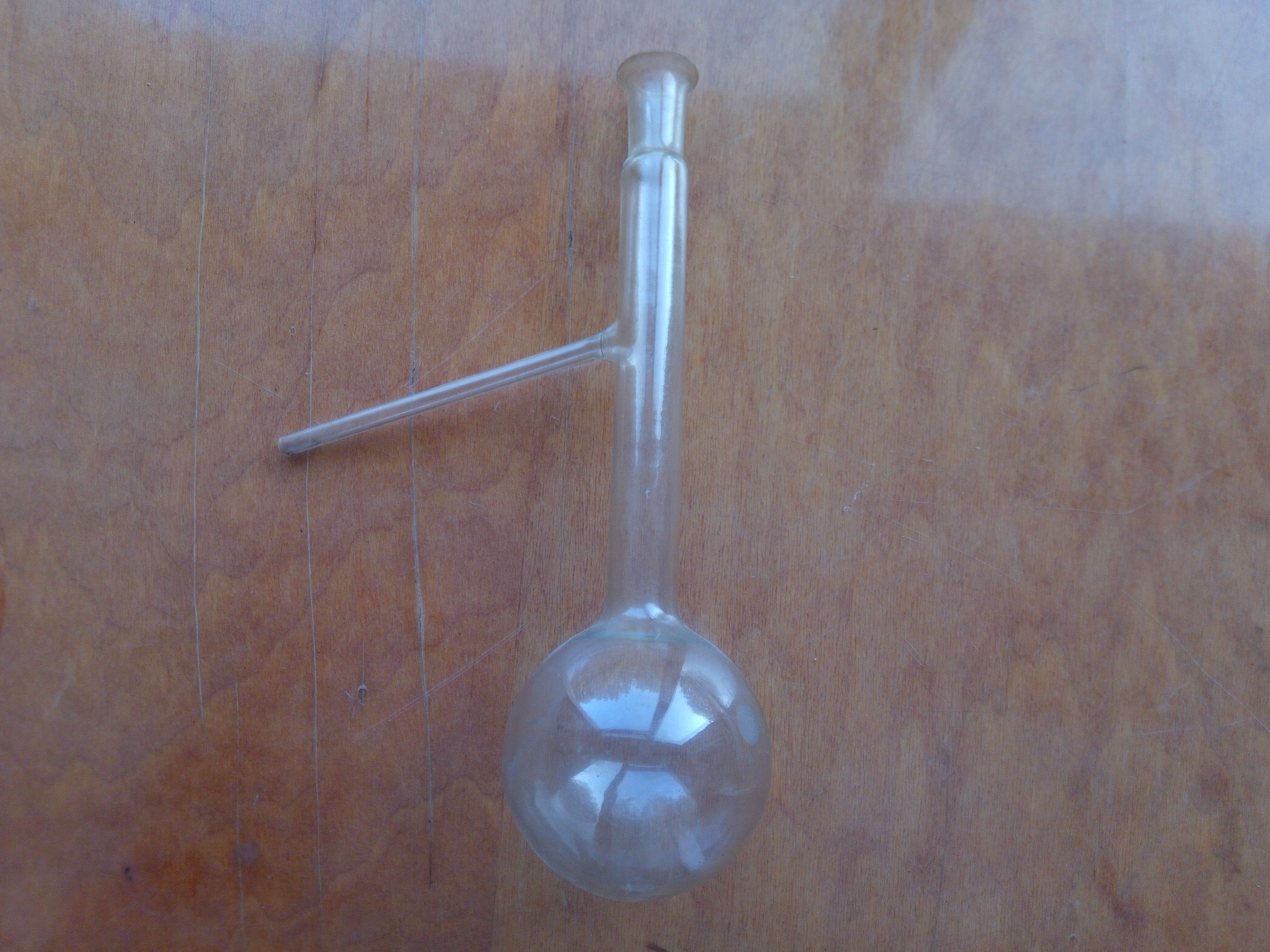
Колба Енглера

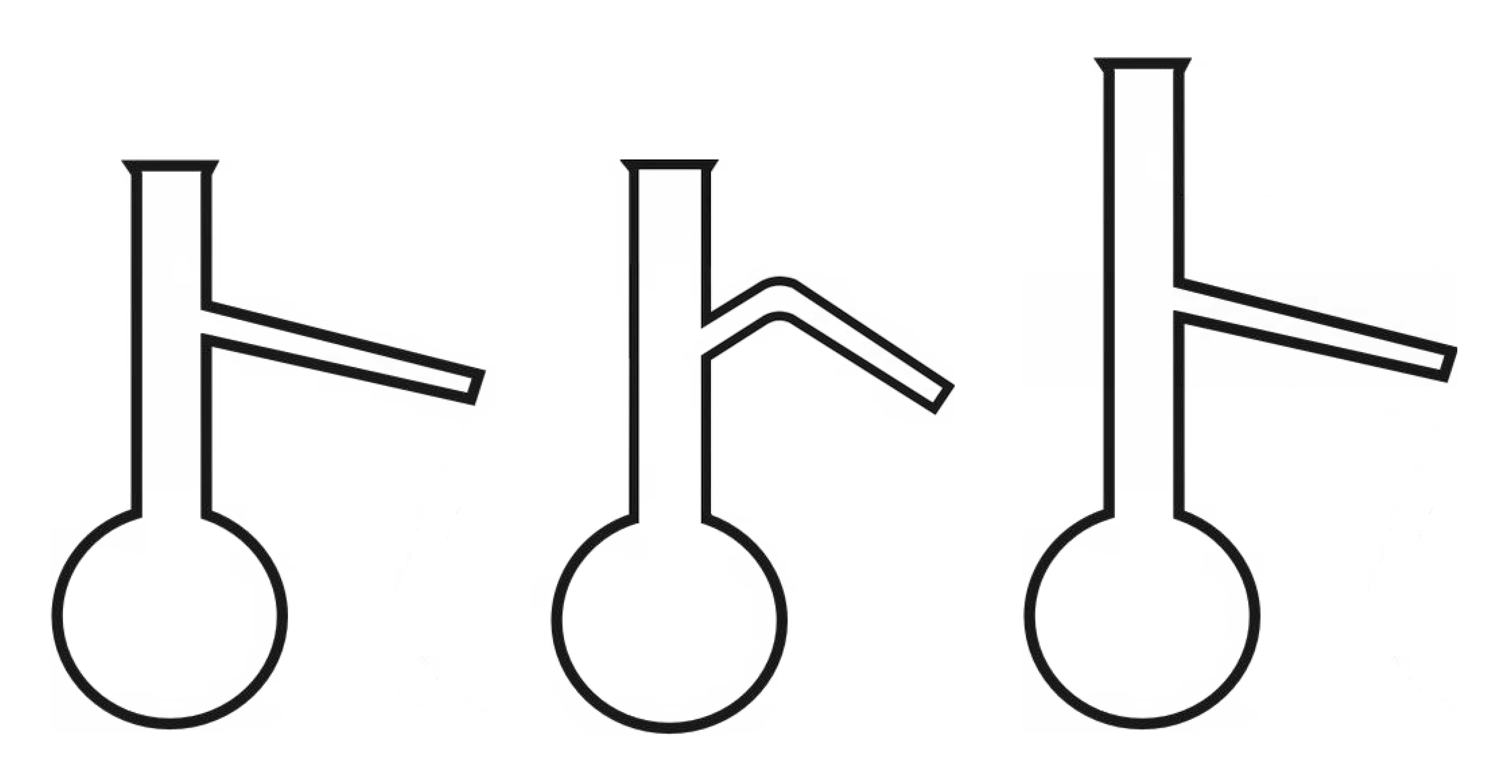
Зліва направо: колба Вюрца з прямим боковим відводом, колба Вюрца з вигнутим боковим відводом, колба Енглера.

Ко́лба Вю́рца (також колба з боковим відводом) — круглодонна колба з відводом для вставки прямотічного холодильника Вейгеля-Лібіха. Винайдена Шарлем Адольфом Вюрцом.
Різновидом колби Вюрца є  колба Енглера  — круглодонна колба з подовженою горловиною. Вона призначена для проведення лабораторних робіт, пов'язаних з перегонкою нафти і нафтопродуктів, і використовується, зокрема, в  апараті Енглера , призначеного для визначення фракційного складу нафтопродуктів.
Колба Вюрца виготовляється зі скла, ніколи не забезпечується шліфом і притертою пробкою, замість них використовується гумова еластична пробка з одним отвором для вставки термометра. Відведення колби Вюрца може перебувати ближче до кулястої частини колби (для перегонки речовин з високою температурою кипіння), також відведення може перебувати ближче до відкритого кінця горла (для перегонки легкокипячих речовин).